# Bundesnachrichtendienst

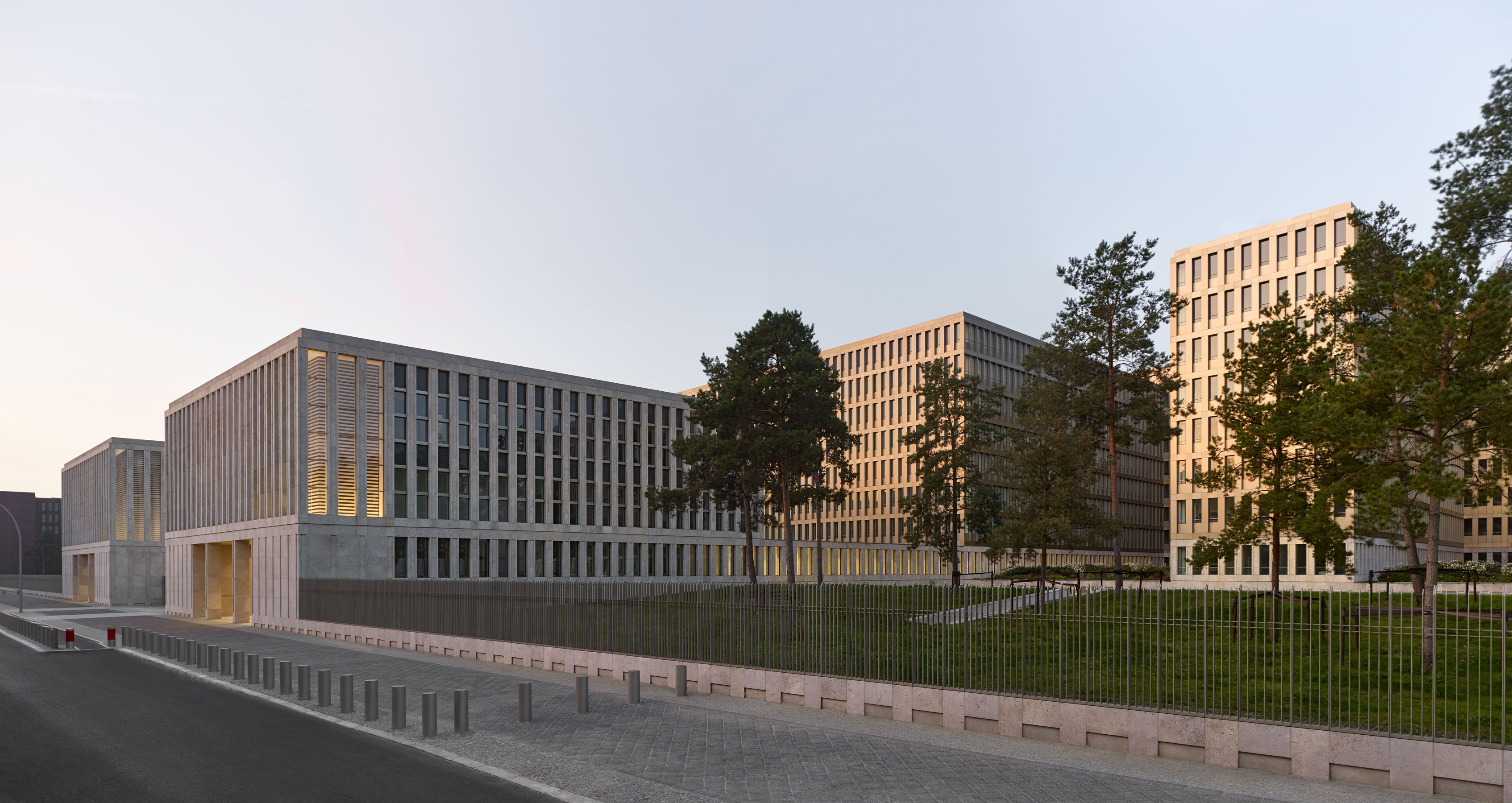
Bundesnachrichtendienst Berlino

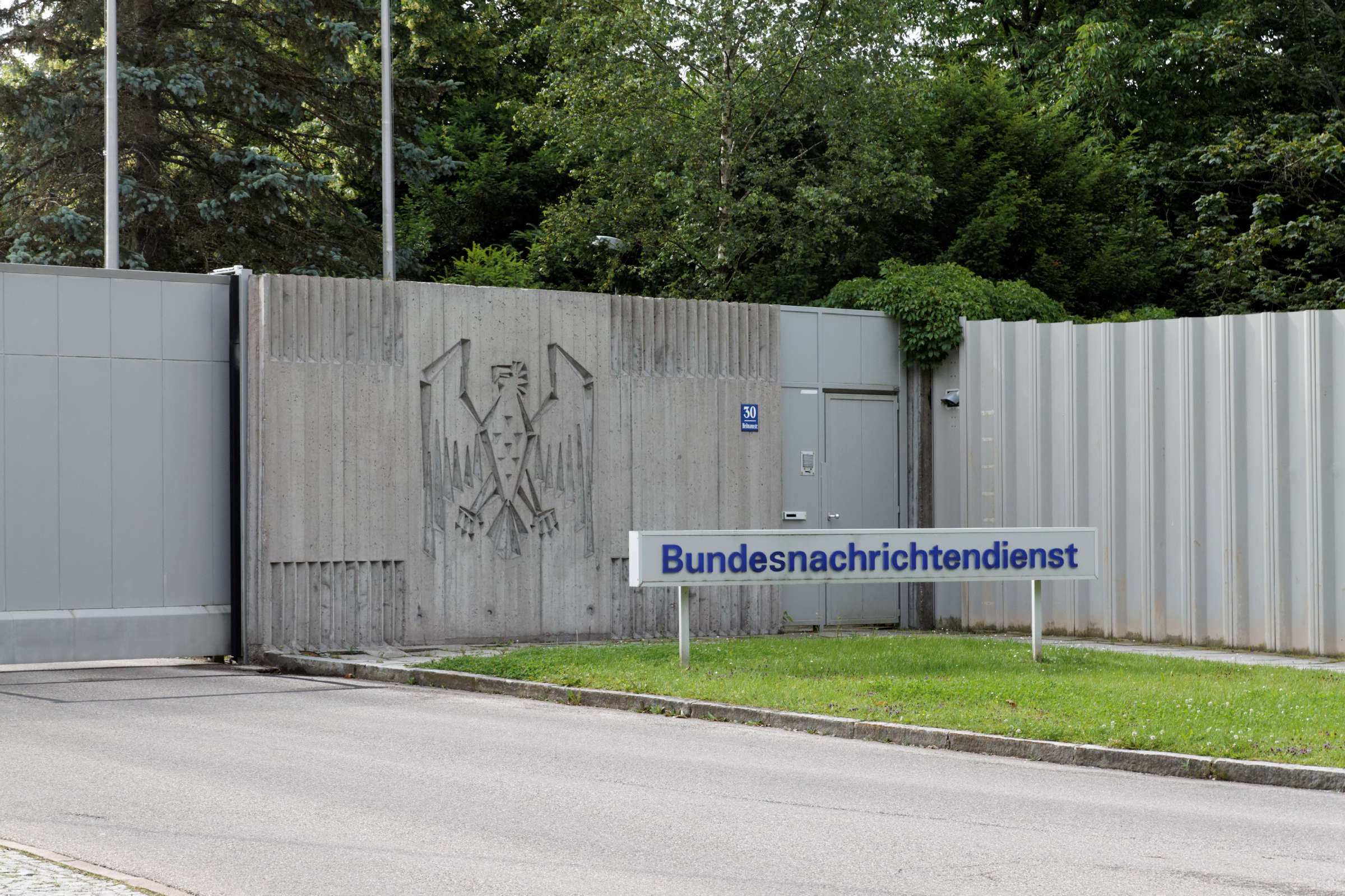
Bundesnachrichtendienst Pullach

Il Bundesnachrichtendienst (Servizio federale di intelligence) (BND), con sede a Berlino (fino all'inizio del 2019: Pullach), è uno dei tre servizi segreti federali della Germania, insieme all'Ufficio federale per la protezione della Costituzione (BfV) e al Servizio militare di controspionaggio (MAD), ed è l'unico servizio di intelligence della Repubblica federale di Germania responsabile della ricognizione civile e militare all'estero. Come il BfV e il MAD, è soggetto al controllo dei servizi segreti. Dal 1990, le sue attività sono regolate dalla legge sul BND (BNDG).
Il BND è l'unica autorità federale superiore direttamente subordinata alla Cancelleria federale e impiega circa 6.500 dipendenti. All'interno della Cancelleria federale, il Dipartimento 7 è responsabile della supervisione tecnica del BND e del coordinamento dei tre servizi segreti federali. Il suo capo, Dagmar Busch dal marzo 2022, è il coordinatore dei servizi segreti federali. Il BND è nato il 1º aprile 1956, quando l'organizzazione di Gehlen è stata assorbita dal Servizio segreto federale.

## Storia
Fondato il 1º aprile 1956 dal generale Reinhard Gehlen, opera come un sistema di allarme precoce a favore del governo federale tedesco per quanto riguarda minacce a interessi tedeschi all'estero o minacce dall'estero. Fa ampio affidamento a sistemi di intercettazione e di "guerra elettronica" in senso lato. Raccoglie e valuta informazioni su una quantità di ambiti: terrorismo internazionale, proliferazione delle armi di distruzione di massa, spionaggio industriale, crimine organizzato, traffico di droga o armi, riciclaggio di valuta, immigrazione illegale e informazione militare. Essendo l'unico servizio segreto "esterno" tedesco, nella sfera della sua competenza non fa distinzione tra questioni di intelligence cosiddetta civile, e militare, occupandosi di entrambe.

## Struttura
Il Bundesnachrichtendienst è diviso in 8 branche, con differenti compiti operativi.
1. Operative Aufklärung / HUMINT
2. Technische Aufklärung / SIGINT
3. Auswertung / Analisi
4. Steuerung und zentrale Dienstleistung / Amministrazione
5. Organisierte Kriminalität & Internationaler Terrorismus / Crimine organizzato - Terrorismo internazionale
6. Technische Unterstützung / Supporto tecnico
7. Schule des BND / Scuola di formazione BND
8. Sicherheit / Sicurezza e Difesa

## Presidenti del BND
Il direttore generale del Bundesnachrichtendienst è un Presidente. Le seguenti personalità hanno occupato tale incarico a partire dal 1956:
| Presidenti del Bundesnachrichtendienst (BND) |                                     |                     |                    |
|                                              | Nome (n-m)                          | Inizi dell'incarico | Fine dell'incarico |
| 1                                            | Reinhard Gehlen (1902–1979)         | 1º aprile 1956      | 30 aprile 1968     |
| 2                                            | Gerhard Wessel (1913–2002)          | 1º maggio 1968      | 31 dicembre 1978   |
| 3                                            | Klaus Kinkel (1936-2019)            | 1º gennaio 1979     | 26 dicembre 1982   |
| 4                                            | Eberhard Blum (1919–2003)           | 27 dicembre 1982    | 31 luglio 1985     |
| 5                                            | Heribert Hellenbroich (n. 1937)     | 1º agosto 1985      | 27 agosto 1985     |
| 6                                            | Hans-Georg Wieck (n. 1928)          | 4 settembre 1985    | 2 ottobre 1990     |
| 7                                            | Konrad Porzner (n. 1935)            | 3 ottobre 1990      | 31 marzo 1996      |
| 8                                            | Gerhard Güllich (n. 1937) (interim) | 1º aprile 1996      | 4 giugno 1996      |
| 9                                            | Hansjörg Geiger (n. 1942)           | 4 giugno 1996       | 17 dicembre 1998   |
| 10                                           | August Hanning (n. 1946)            | 17 dicembre 1998    | 30 novembre 2005   |
| 11                                           | Ernst Uhrlau (n. 1946)              | 1º dicembre 2005    | 7 dicembre 2011    |
| 12                                           | Gerhard Schindler (n. 1952)         | 7 dicembre 2011     | 1 luglio 2016      |
| 13                                           | Bruno Kahl (n. 1962)                | 1 luglio 2016       |                    |